# Fiat 8 HP
El Fiat 8 HP es un automóvil construido por el fabricante italiano Fiat desde 1901 a 1902. El modelo fue diseñado por Aristide Faccioli.

## Especificaciones
El vehículo tenía un motor de dos cilindros en línea con 1082 cc y dos válvulas por cilindro, que desarrollaba una potencia de 10 CV a 800 rpm, proporcionando una velocidad máxima de 45 km/h. Poseía caja de cambios manual de 3 velocidades y tracción trasera. Del modelo se produjeron 80 unidades.
Fue el primer modelo de Fiat que poseía volante.

## Competición
El modelo participó en una carrera a lo largo de Italia con ocho vehículos de serie. La prueba tenía una longitud de 1642 km en 15 etapas. Todos los vehículos Fiat 8 HP terminaron la carrera.